# Epiblastus buruensis
Epiblastus buruensis är en orkidéart som beskrevs av Johannes Jacobus Smith. Epiblastus buruensis ingår i släktet Epiblastus och familjen orkidéer.
Artens utbredningsområde är Moluckerna. Inga underarter finns listade i Catalogue of Life.